# C̦
C̦, c̦ (C с запятой снизу) — буква расширенной латиницы, ранее использовавшаяся в латгальском языке и языках некоторых народов Севера.

## Использование

### Латгальский язык
Буква использовалась в грамматике латгальского языка 1928 года для обозначения [t͡sʲ].

### Единый северный алфавит
Использовалась в итоговом варианте Единого северного алфавита для ненецкого и ительменского языков.

### В транслитерации
Буква используется в стандарте ISO 9 для транслитерации кириллической буквы Ҷ.